# 刺毛柳叶箬
刺毛柳叶箬（学名：Isachne hirsuta），为禾本科柳叶箬属下的一个植物种。